# Воительница (повесть)
«Вои́тельница» — повесть Николая Семёновича Лескова, впервые напечатанная в журнале «Отечественные записки», 1866, № 7, кн.1, с посвящением художнику М. О. Микешину (1836—1891).
«Воительница», представляющая собой второй из задуманной писателем серии женских портретов, интересна прежде всего как первый опыт лесковского сказа. На первый взгляд перед нами как будто типичный нравоописательный очерк, подобный так называемому «физиологическому очерку» с характерной для него постановкой проблемы личности и среды: «петербургские обстоятельства» накладывают неизгладимый отпечаток на героиню. Свою точку зрения повествователь выражает открыто в комментариях к рассказам Домны Платоновны и косвенно — в иронических репликах диалога с ней. Однако в процессе их общения пафос объяснения, владеющий повествователем, уступает место размышлению, и его оценки в итоге не окончательны и не безусловны.

## Экранизации
- 1986 — «Воительница»